# Suzuki Zenkō

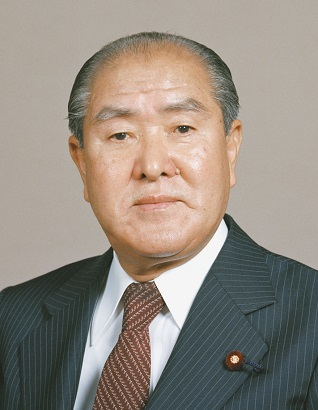
Suzuki Zenkō

Suzuki Zenkō (japanisch 鈴木 善幸; * 11. Januar 1911 in Yamada (Iwate); † 19. Juli 2004) war ein japanischer LDP-Politiker. Er war von 17. Juli 1980 bis 27. November 1982 der 44. Premierminister Japans. Sein Schwiegersohn Asō Tarō war von 2008 bis 2009 Ministerpräsident Japans.

## Leben und Wirken
Suzuki Zenkō machte seinen Abschluss an der Ausbildungsstätte (水産講習所, Suisan Kōshūjo) des Ministeriums Landwirtschaften und Forsten. 1947 wurde er als Kandidat der Sozialistischen Partei Japans ins Unterhaus gewählt. 1949 wechselte er zur Minshu Jiyūtō (民主自由党), der heutigen Liberaldemokratischen Partei und wurde wieder ins Unterhaus gewählt und anschließend 16 mal wiedergewählt. Er war 1960 Minister für Post und Telekommunikation im Kabinett Ikeda I, Chefkabinettssekretär im Kabinett Ikeda III 1964, Minister für Wohlfahrt im Kabinett Satō I (1965 bis 1966).
Suzuki wirkte auch als Vorstandsvorsitzender der LDP. 1980 wurde er nach dem plötzlichen Tod von Premierminister Ōhira als Nachfolger gewählt. Zwei Jahre später trat er zurück und wurde von Nakasone abgelöst. 1990 zog sich Suzuki aus dem politischen Leben zurück. Suzuki war vor allem bekannt für sein Geschick im Lösen von politischen Differenzen, als Premierminister war er weniger erfolgreich.